# Freddy García
Freddy Alexander García Carrera (ur. 12 stycznia 1977 w Puerto Barrios) – gwatemalski piłkarz występujący na pozycji ofensywnego pomocnika, reprezentant Gwatemali.

## Kariera klubowa
García jest wychowankiem zespołu CF Universidad de San Carlos z siedzibą w stołecznym mieście Gwatemala, do którego seniorskiej drużyny został włączony w wieku 21 lat. Po kilku miesiącach odszedł do klubu CSD Comunicaciones, gdzie szybko został podstawowym piłkarzem ekipy. Już w pierwszym sezonie, Apertura 1999, wywalczył z nią mistrzostwo Gwatemali, natomiast w dwóch kolejnych rozgrywkach, Clausura 2000 i Apertura 2000, zdobywał tytuły wicemistrzowskie. W sezonie Clausura 2001 osiągnął kolejne mistrzostwo kraju, za to rok później, podczas Clausura 2002, po raz trzeci został z Comunicaciones wicemistrzem Gwatemali. W 2002 roku przeszedł do amerykańskiej drużyny Columbus Crew. Podczas pierwszego sezonu w tym klubie, 2002, pozostawał przeważnie rezerwowym zespołu, jednak pomógł mu zwyciężyć w rozgrywkach krajowego pucharu – US Open Cup, zdobywając decydującą o tym sukcesie bramkę w wygranym 1:0 finałowym spotkaniu z Los Angeles Galaxy.
Później Garcíi udało się wywalczyć pewne miejsce w składzie Crew, lecz już w styczniu 2004 powrócił do ojczyzny, podpisując umowę z najbardziej utytułowanym klubem w Gwatemali, stołecznym CSD Municipal, od razu zapewniając sobie status gracza wyjściowej jedenastki. W premierowych rozgrywkach w nowej ekipie, Clausura 2004, wywalczył wicemistrzostwo kraju, natomiast pół roku później, podczas Apertura 2004, już trzeci raz osiągnął tytuł mistrzowski. Także w czterech kolejnych sezonach, Clausura 2005, Apertura 2005, Clausura 2006 i Apertura 2006, Municipal przy dużym udziale Garcíi zostawał najlepszą drużyną w Gwatemali. Ósmy tytuł mistrzowski w swojej karierze zawodnik wywalczył podczas rozgrywek Clausura 2008 i wtedy także został królem strzelców ligi gwatemalskiej z dwunastoma bramkami na koncie. Dwa ostatnie sezony w Municipalu, Apertura 2008 i Clausura 2009, zwieńczył tytułami wicemistrzowskimi, odpowiednio piątym i szóstym podczas swojej gry w piłkę.
Latem 2009, po niemal sześciu latach spędzonych w Municipalu, García odszedł z klubu, podpisując umowę ze znacznie niżej notowanym CD Heredia. Bez większych osiągnięć występował tam rok, po czym przeszedł do Deportivo Suchitepéquez, gdzie również nie potrafił nawiązać do osiągnięć odnoszonych w Comunicaciones i Municipalu. W 2011 roku po raz drugi został piłkarzem Heredii.

## Kariera reprezentacyjna
W 1997 roku García jako gracz kadry młodzieżowej wziął udział w Igrzyskach Środkowoamerykańskich, za to w seniorskiej reprezentacji Gwatemali zadebiutował 17 listopada 1998 w zremisowanym 3:3 meczu towarzyskim z Hondurasem. Premierowego gola w kadrze narodowej strzelił 26 marca 1999 w wygranej 1:0 konfrontacji z Salwadorem, w ramach Pucharu Narodów UNCAF. Dotarł wówczas ze swoją drużyną do finału turnieju. Rok później znalazł się w składzie na Złoty Puchar CONCACAF, gdzie rozegrał dwa mecze, za to Gwatemalczycy nie zdołali wyjść z grupy. W tym samym roku jako zawodnik reprezentacji futsalowej wystąpił na Mistrzostwach Świata w Gwatemali, jednak zespół gospodarzy po zwycięstwie i dwóch porażkach nie zajął miejsca premiowanego awansem z grupy.
García wziął także udział w dziesięciu meczach wchodzących w skład eliminacjach do Mistrzostw Świata 2002, w których pięciokrotnie wpisał się na listę strzelców – w konfrontacjach z Belize (2:1), dwukrotnie z Antiguą i Barbudą (8:1), z Barbadosem (2:0) oraz rewanżu z tym samym rywalem (3:1). Gwatemalczycy nie zdołali się jednak zakwalifikować na mundial. W 2001 roku wygrał z reprezentacją rozgrywki Pucharu Narodów UNCAF, pełniąc rolę podstawowego gracza kadry i zdobywając trzy bramki w pięciu meczach. Rok później po raz kolejny znalazł się w składzie na Złoty Puchar CONCACAF, gdzie dokładnie tak samo jak przed dwoma laty wystąpił w dwóch spotkaniach, a Gwatemalczycy odpadli z turnieju w fazie grupowej.
W 2003 roku García po raz trzeci wziął udział w Pucharu Narodów UNCAF, tym razem zajmując ze swoją reprezentacją drugie miejsce i z trzema golami na koncie został królem strzelców tej edycji turnieju. Kilka miesięcy później został również powołany przez selekcjonera Víctora Manuela Aguado na Złoty Puchar CONCACAF, gdzie podobnie jak poprzednio po rozegraniu dwóch meczów jego drużyna zakończyła swój udział w turnieju na fazie grupowej. Wystąpił w czterech konfrontacjach wchodzących w skład nieudanych dla Gwatemalczyków eliminacjach do Mistrzostw Świata 2006, trafiając do siatki w spotkaniu z Kostaryką (3:1). W 2007 roku po raz czwarty został powołany na Puchar Narodów UNCAF, notując trzy mecze, a także wystąpił w pięciu pojedynkach eliminacji do Mistrzostw Świata 2010, nie zdobywając ani jednej bramki. Gwatemala ponownie nie dostała się na światowy czempionat.
W 2011 roku, po trzech latach przerwy na występy w reprezentacji, García powrócił do kadry narodowej za kadencji paragwajskiego trenera Evera Hugo Almeidy na eliminacje do Mistrzostw Świata 2014. Podczas nich 34-letni zawodnik wpisał się na listę strzelców w meczu z Saint Vincent i Grenadynami (4:0), a także dwukrotnie z Grenadą (3:0).